# Calycopis vesulus
Calycopis vesulus is een vlinder uit de familie van de Lycaenidae. De wetenschappelijke naam van de soort werd als Papilio vesulus in 1781 gepubliceerd door Caspar Stoll.